# غويلرمو لابورد
غويلرمو لابورد (بالإسبانية: Guillermo Laborde) هو رسام أوروغواياني، ولد في 24 أكتوبر 1886 في مونتفيدو في الأوروغواي، وتوفي بنفس المكان في 13 مايو 1940.

## معرض صور

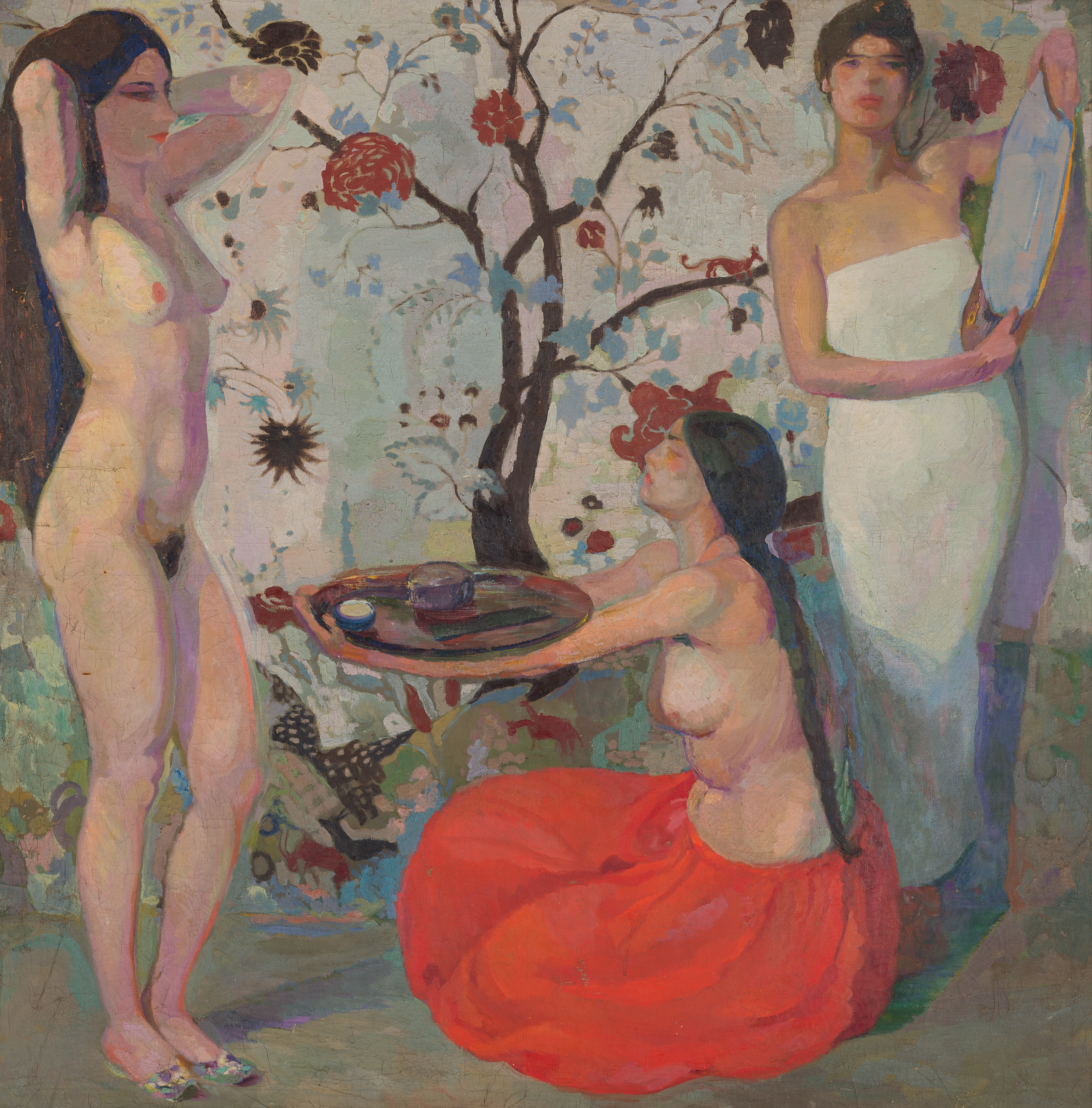
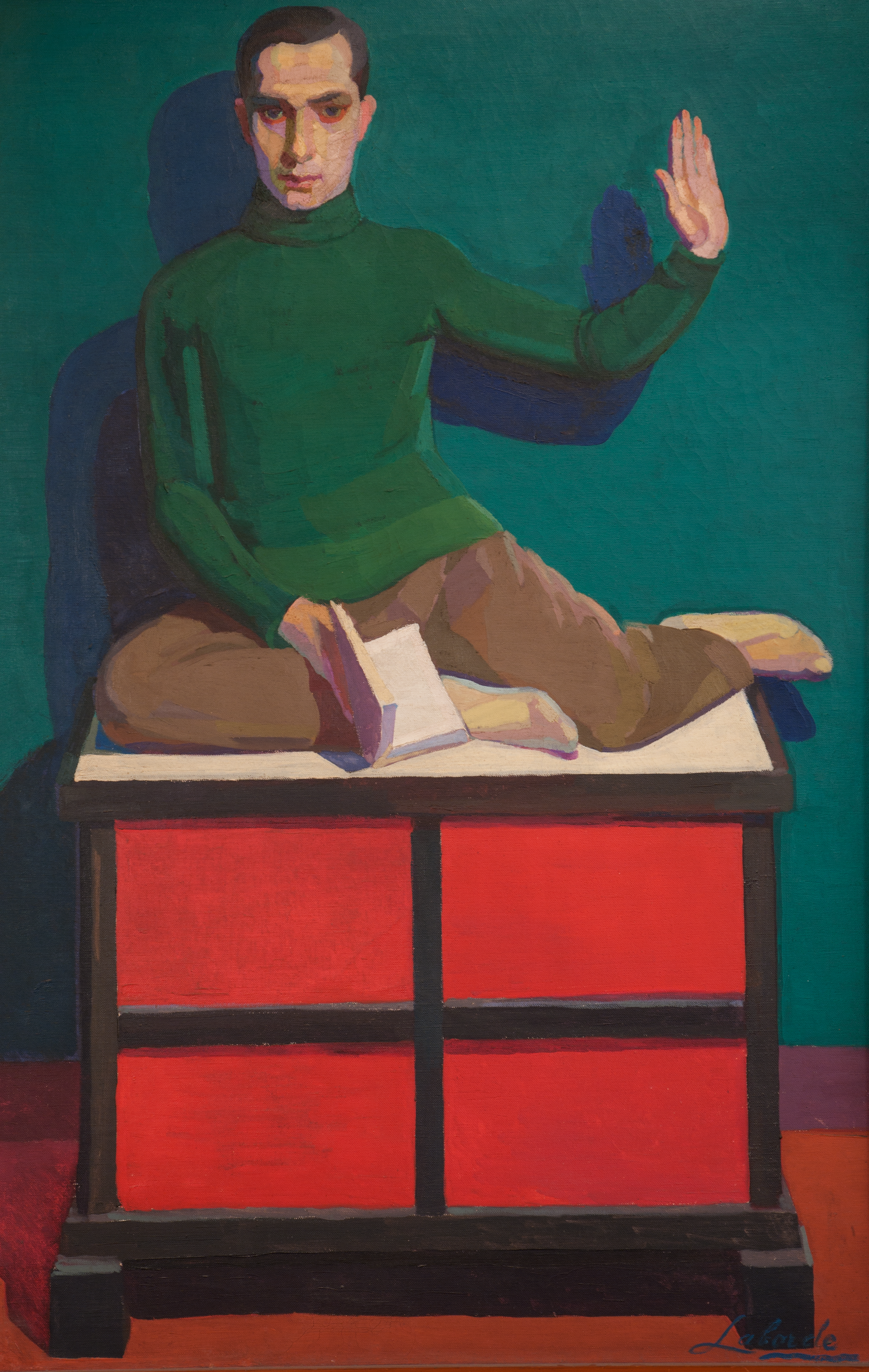
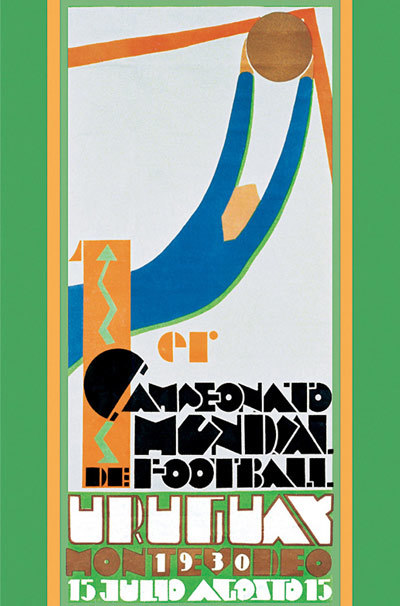
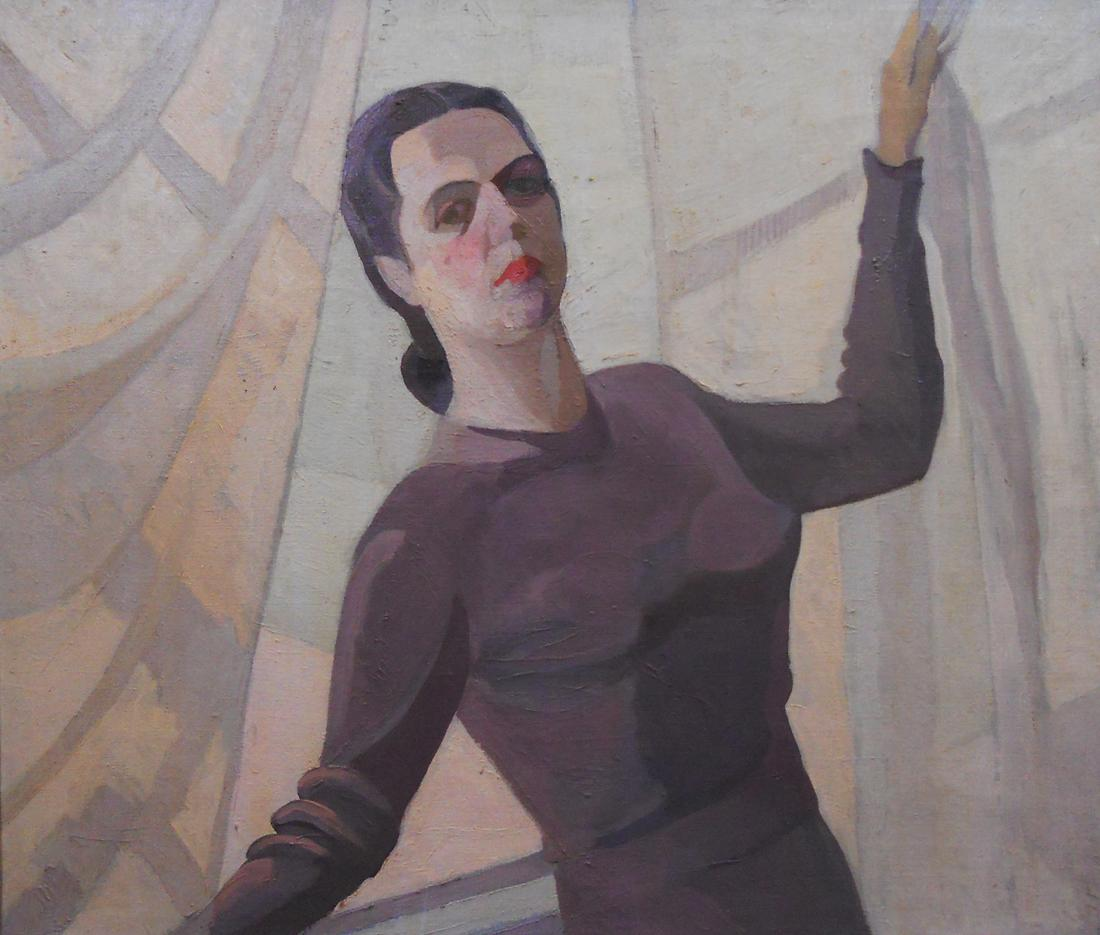